# Кількісні методи (соціологія)
Кількісні методи соціологічних досліджень базуються на опитуваннях певної кількості респондентів і дозволяють отримати числові значення, що досліджуються.
Кількісні дослідження отримали свою назву через націленість на отримання кількісної інформації про велике число об’єктів дослідження. Такі дослідження призначені для вивчення об'єктивних, кількісно вимірюваних характеристик поведінки людей, вони застосовуються тоді, коли необхідні точні, статистично надійні дані.
Кількісні методи дослідження є найбільш вживаними, оскільки їх використання дає змогу розповсюджувати результати дослідження на всю сукупність і говорити узагальнено про населення країни чи певного регіону, внаслідок охоплення багатьох респондентів.
В основі методик кількісних досліджень завжди лежать строгі статистичні моделі, використовуються великі вибірки, що дозволяє з’ясувати кількісні (чисе́льні) значення досліджуваних показників. До вибірки в кількісних дослідженнях висуваються жорсткі вимоги, які базуються на теорії ймовірності і математичній статистиці. Обробка інформації в таких дослідженнях здійснюється за допомогою впорядкованих процедур, кількісних за своєю природою. Результати досліджень статистично достовірні, їх можна екстраполювати на все населення регіону чи на ту групу, на яку направлене дослідження.
Кількісні методи рекомендується проводити:
- Для визначення частоти і об’єму споживання товару
- Для порівняння відносної ефективності готових концепцій
- Для виявлення джерела отримання інформації
- Для опитувань громадської думки

## Методи кількісних досліджень
До цієї групи методів емпіричних соціологічних досліджень відносять способи отримання інформації про досліджуваний об'єкт, що дозволяють виявити його кількісні характеристики. Мова йде, насамперед, про Контент-аналіз, Соціологічне спостереження , Соціологічний експеримент, Виявлення експертних оцінок, Соціометричні методики.

### Контент-аналіз
Слово «контент» означає вміст (чи зміст) документа. Контент-аналізом називають метод збору кількісних даних про досліджуване явище чи процеси, які містяться в документах. Під документом при цьому розуміється не тільки офіційний текст (типу інструкції чи правового закону), але все написане чи вимовлене, усе, що стало комунікацією. Контент-аналізу піддаються книги, газетні чи журнальні статті, оголошення, телевізійні виступи, кіно- і відеозаписи, фотографії, гасла, етикетки, малюнки, інші твори мистецтва, а також, зрозуміло, і офіційні документи. Цей метод використовується соціологами вже більш ста років. За його допомогою вивчалася релігійна символіка і популярні пісні, установлювалися відмінності еротичних кінокартин від порнографічних, установлювалася міра ефективності політичних гасел, використовуваних у виборних кампаніях, рекламах і пропаганді, визначалися особливості суїцидальної поведінки, що проявилися в передсмертних записках самогубців, стереотипи свідомості різних соціальних груп, виявлялася спрямованість демонстрації людей певної національності на телеекранах, ідеологічне підґрунтя передовиць газет, відмінності в трактуваннях тієї самої події в різних ЗМІ, досліджувалися багато інших тем. В останні десятиліття даний соціологічний метод запозичили й активно використовують ті представники соціогуманітарних наук (юристи, історики, журналісти, мовознавці, літературознавці, політологи, психологи, економісти, педагоги, соціальні працівники, культурологи, бібліотекознавці, мистецтвознавці тощо), які зацікавлені у встановленні об'єктивних ознак різноманітних людських комунікацій.
Які документи підлягають контент-аналізу? Відповідь на це запитання залежить від дослідницької програми, об'єкта, предмета, мети, завдань і гіпотез дослідження. Якщо, скажімо, слід з'ясувати перспективи страйку робочих підприємства, то стане очевидною потреба контент-аналізу, як мінімум, протоколів зборів робітників, рішень відповідних профспілкових комітетів, розпоряджень керівників, законів, що регулюють страйкову боротьбу тощо. Контент-аналіз не скасовує необхідності звичайного (тобто змістовного) аналізу документів. Перший доповнює другий, їх сполучення поглиблює розуміння змісту будь-якого тексту. Контент-аналіз дозволяє знайти в документі те, що вислизає від поверхого погляду при його традиційному вивченні, але що має важливий соціальний зміст. Принципова відмінність цих методів аналізу полягає у явно вираженій строгості, формалізованості, систематизованості контент-аналізу. Він націлений на вироблення кількісного опису значеневого і символічного змісту документа, на фіксацію його об'єктивних ознак і підрахунок останніх. На думку ряду соціологів (Маркоффа, Шапіро, Вейтмана й ін.), контент-аналіз можна було б назвати «текстуальним кодуванням», тому що він припускає отримання кількісної інформації про вміст документа на основі її кодування. Крім того, контент-аналіз відрізняється від всіх інших способів вивчення документів тим, що він дозволяє «вписати» зміст документа в соціальний контекст, осмислити його одночасно і як прояв, і як оцінку соціального життя. «Вписування» документа в досліджувану проблему припускає виявлення того, що:
а) існувало до нього й отримало в ньому відображення,
б) є в наявності тільки в ньому,
в) буде після нього, тобто стане підсумком його сприйняття адресатом.

### Соціологічне спостереження
Спостереження — загальнонауковий метод, широко використовуваний у природознавстві, а також у повсякденному житті. Його застосування в соціології має обмеження, тому що далеко не всі соціальні явища піддаються безпосередньому візуальному і слуховому сприйняттю. Але коли соціолог має справу з об'єктами, які можна спостерігати, тобто сприймати за допомогою зору і слуху, він зобов'язаний робити це.
Спостереження має низку переваг у порівнянні з іншими соціологічними методами. Головні з них — безпосередній зв'язок дослідника з об'єктом його вивчення, відсутність ланок, що опосередковують, оперативність отримання інформації. Ці достоїнства, однак, не виключають ряд недоліків. Спостерігач вільно чи мимоволі впливає на досліджуваний процес, вносить у нього щось таке, що не притаманне його природі. Оперативність же обертається локальністю, обмеженістю досліджуваної ситуації, нездатністю охопити сукупність всіх ознак пізнаваного явища. Інакше кажучи, цей метод дуже суб'єктивний, особистісні якості спостерігача неминуче позначаються на його результатах. Тому, по-перше, останні підлягають обов'язковому повторному огляду іншими методами, по-друге, до поведінки спостерігачів пред'являються особливі вимоги. Характер цих вимог залежить, насамперед, від того, яку різновидність спостереження вони здійснюють.
Розрізняють:
- невключене і включене спостереження, підрозділяючи останнє на сховане (інкогніто) і відкрите;
- лабораторне, польове і лабораторно-польове спостереження;
- стандартизоване і нестандартизоване спостереження;
- систематичні, епізодичні і випадкові спостереження.

### Соціологічний експеримент
Даний метод найбільш ефективний для перевірки пояснювальних гіпотез. Він дозволяє установити наявність чи відсутність впливу визначеного фактора (їх деякої сукупності) на досліджуваний об'єкт, тобто знайти причинно-наслідкові зв'язки. Соціологічний експеримент може проводитися в різних формах. Розрізняють уявні і натурні експерименти, розділяючи останні на лабораторні і польові. Уявним експериментом називають спеціальну технологію інтерпретації отриманої інформації про досліджуваний об'єкт, що виключає втручання дослідника в процеси, які відбуваються в об'єкті.

### Опитувальні методи
Анкетування — письмова форма опитування, яка здійснюється, як правило, заочно, тобто без прямого і безпосереднього контакту інтерв'юера з респондентом. Воно доцільне в двох випадках: а) коли потрібно запитати велике число респондентів за відносно короткий час, б) респонденти повинні ретельно подумати над своїми відповідями, маючи перед очима надрукувані запитання. Застосування анкетування для опитування численної групи респондентів, особливо з питань, які не потребуюють глибоких міркувань, не виправдано. У такій ситуації доцільніше поговорити з респондентом віч-на-віч. Анкетування рідко буває загальним (охоплюючим усіх членів досліджуваної спільності), набагато частіше воно має вибірковий характер. Тому достовірність і надійність отриманої анкетуванням інформації залежить, насамперед, від репрезентативності вибірки.
Інтерв'ювання — форма очного проведення опитування, при якому дослідник знаходиться в безпосередньому контакті з респондентом. Цей метод кращий за анкетування з таких причин:
- запитань без відповідей при ньому практично не буває;
- невизначені чи суперечливі відповіді можуть бути уточнені;
- мається можливість спостереження за респондентом і фіксації не тільки його вербальних відповідей, але й невербальних реакцій;
- отримувана інформація повніша, глибша і достовірніша порівняно з анкетою. Головний недолік методу інтерв'ювання — його мала оперативність, істотні витрати часу, необхідність великого числа інтерв'юерів, неможливість його використання в ситуаціях короткострокових масових опитувань.

Для починаючих соціологів він викликає чимало труднощів, тому що вимагає спеціальної підготовки і солідного тренінгу. До того ж різні види інтерв'ювання припускають наявність у дослідника неоднозначних наборів знань і умінь.
Пресове опитування — різновид анкетування, що здійснюється за допомогою періодичної преси. Основні переваги: оперативність, масовість, економічність, відвертість респондентів, обумовлена добровільністю їх участі в опитуванні. Головні його недоліки: низька репрезентативність, невисокі показники повернення заповнених анкет, що збільшуються великим їх вибракуванням, нечисленність запитань, перевага закритих запитань, обмежені можливості застосування шкальних, табличних, діалогових, менюподібних, контрольних і фільтруючих запитань, імовірність впливу на респондента інших осіб.
Поштове опитування — форма анкетування за допомогою пошти, що припускає розсилання анкет (за спеціально підібраними адресами) тим особам, які у сукупності репрезентують досліджуваний об'єкт.
Телефонне опитування — специфічний синтез анкетування й інтерв'ювання, використовуваний, як правило, у рамках одного міста чи іншого населеного пункту. Популярність використання цього методу в сучасних українських умовах підвищується, особливо, у періоди виборчих кампаній. Основні переваги: оперативність, короткостроковість і економічність. Головний недолік зумовлений неможливістю дотримання правила репрезентативності вибірки. Це обставина зумовлена відсутністю телефонів у певних соціальних груп населення; великою кількістю відмов абонентів від опитування з різноманітних причин і приводів; багатьма іншими факторами.
Телевізійне експрес-опитування — метод збору не стільки соціологічної, скільки політологічної інформації, використовуваний ведучими політичних телевізійних програм. Техніка цього методу припускає:
1. формулювання телеведучим одного найбільш актуального запитання;
2. мотивування телеглядачів на висловлення своєї відповіді на поставлене запитання у формі або «так», або «ні»;
3. прохання до телеглядачів негайно зателефонувати і продекларувати свою позицію до закінчення даної телепередачі (тобто протягом 20-30 хв.);
4. оперативний підрахунок коду опитування з демонстрацією цього підрахунку на електронному табло;
5. коментування отриманих результатів.

Цей привабливий для багатьох прийом тележурналістки здатний дати тільки поверхове уявлення про суспільну думку взагалі, з поставленого запитання, зокрема. Він не може виявити умонастрою всього народу, тому що дану телепередачу бачили не всі, а можливість зателефонувати в телестудію мали тільки деякі. Проте цей метод може використовуватися в соціологічних дослідженнях, природно, без претензій на роль головного й об'єктивного.

### Виявлення експертних оцінок
Експертом визнається респондент, компетентний у проблемах, безпосередньо пов'язаних із предметом дослідження. Опитування таких осіб називається експертним, а встановлені в його ході судження респондентів про властивості досліджуваного явища — експертними оцінками. Виявлення експертних оцінок потрібно при аналізі найбільш істотних аспектів досліджуваної проблеми, особливо в ситуаціях дискусійності їх трактувань чи фактичної відсутності визначеності в їх осмисленні наукою. У таких випадках він виступає в ролі основного методу дослідження, програма його проведення відбивається в загальній програмі дослідження. Якщо ж даний метод відіграє допоміжну роль, додаючи інформацію до отриманого іншими методами, то дослідники зобов'язані скласти особливу (самостійну) програму його реалізації. Головними її компонентами будуть формулювання, що чітко фіксують:
- проблемну (дискусійну, невирішену наукою) ситуацію
- термінологію експертних оцінок (шляхом операціоналізації загальних понять)
- гіпотези, що виносяться на експертизу
- комплекс вимог, на основі яких буде вироблятися підбір експертів (критерії їх компетентності)
- індикатори, що дозволяють вимірювати судження експертів
- інструментарій цих вимірів і первинної обробки даних
- правила проведення і сценарій експертизи, тобто процедури узгодження й інтегрування оцінок експертів.

При визначенні конкретного складу експертів слід керуватися не тільки і не стільки компетентністю експертів, скільки валідністю їх висновків. Як свідчить досвід, нерідкі випадки, коли компетентність експерта не дає адекватної валідності. Це пояснюється багатьма обставинами, різною мірою залежними від монітора, тобто дослідника, що організує експертне опитування і проводить експертизу.
Ряд цих обставин має психологічну властивість. Експерт із задатками лідера прагне до домінування своїх оцінок, наполягаючи на них навіть тоді, коли внутрішньо сумнівається в їх істинності. Людина конформістського складу поводиться прямо протилежним чином, а конфліктогенний — схильний до заперечування навіть тих думок інших людей, з якими власне кажучи згодний. Більшості людей притаманно зміщати свої оцінки в сторону нейтральної середини, а частина експертів зацікавлена в навмисному перекручуванні інформації. Усе це, звичайно, повинно враховуватися монітором.

### Соціометричні методики
Це сукупність методик дослідження психоемоційних відносин один до одного членів соціальних груп, що характеризуються невеликою чисельністю і досвідом спільної життєдіяльності.
Соціометричні методики використовуються соціологами для виявлення:
- неофіційних лідерів малих груп, тобто таких їх членів, що впливають на інших;
- «ізгоїв» колективу, тобто людей групи, що не приймаються більшістю;
- кандидатів, які заслуговують рекомендації до висування на посади офіційних керівників колективів;
- характеру соціально-психологічного клімату колективу і тенденцій його трансформування;
- диференціації первинних (тобто таких, що офіційно не розділяються на більш дрібні складові) колективів на реально сформовані в ньому соціально-психологічні угруповання;
- причин і рушійних сил внутрішньоколективних конфліктів (міжособистісних, індивідуально-групових і міжгрупових);
- багатьох інших проблем, рішення яких здатне оптимізувати діяльність первинних трудових колективів і інших малих соціальних груп.

Потрібно зазначити, що при вирішенні згаданих завдань соціометричні методики можуть відігравати роль як головних, так і додаткових методів. Але в будь-якому випадку вони обов'язково сполучаються з іншими методами — аналізом відповідної документації, спостереженням, інтерв'юванням, експертним опитуванням, тестуванням тощо.
Соціометричні методики містять у собі спеціальні техніки опитування, обробки й інтерпретації даних. Розвиток соціометрії призвів до розширення її методів за рахунок включення в них двох форм групового тренінгу: соціодрами, суть якої полягає в програванні різних соціальних ситуацій, і психодрами — програванні можливих моделей міжособистісного спілкування з метою профілактування неадекватних емоційних реакцій.
Будь-яке соціометричне дослідження починається з отримання попередньої інформації про обстежуваний об'єкт шляхом вивчення наявної документації про нього, зокрема, списку членів групи, оцінок даної групи і її членів експертами, спостереження за умовами життєдіяльності колективу і поведінкою його членів. На цьому етапі дослідник зобов'язаний завоювати довіру групи, розбудити інтерес її членів до дослідження, їх бажання дати щирі відповіді на запитання соціометричної анкети, визначити такий час (і місце) для проведення соціометричного опитування, що забезпечить участь у ньому всіх членів групи. Соціометричне опитування — друга фаза дослідження, що характеризується, і головний засіб отримання соціометричної інформації. Він принципово відрізняється від всіх інших соціологічних опитувань. Результатом інтерв'ювання, анкетування, пресових, телефонних і інших охарактеризованих раніше опитувань виступає інформація, що дозволяє розподілити респондентів на статистичні групи за ознакою, яка відповідає змісту кожного запитання. У соціометричному опитуванні досягається інша мета. Кожному члену колективу пропонується вибрати тих його членів, які відповідають, на його думку, певному соціометричному критерію. Ці критерії формулюються в самих запитаннях, наприклад, так: «З ким із членів вашої бригади ви б хотіли разом працювати, а з ким ні? Кого з членів вашої бригади ви б залишили в ній, якби бригада формувалася заново? Якщо виникне необхідність скоротити чисельність вашої бригади, то кого, на ваш погляд, варто було б звільнити в першу чергу?» Відповіді на такі запитання всіх членів групи дозволяють виявити контури сформованої в ній структури соціально-психологічних відносин, насамперед, за вектором взаємних симпатій і антипатій. Соціометричні опитування не можуть бути повною мірою анонімними — за прізвищами, які фігурує у відповідях, дослідник визначає, хто ці відповіді дав. Ця обставина може призвести до зниження щирості відповідей. Щоб зменшити цю небезпеку, застосовуються спеціальні процедури. При інструктуванні респондентів дослідник ретельно роз'яснює науковий характер опитування, гарантує збереження таємниці відповідей кожного. Після інструктажу на час іде з того приміщення, де опитувані заповнюють анкету. Отримавши заповнену анкету, соціолог відразу ховає її, аби виключити можливість ознайомлення з нею як членів колективу, їх керівників, так і сторонніх осіб. Третя фаза — особлива обробка отриманої інформації, її перетворення або в соціограму, або в соціоматрицю, або в те й інше. Соціограма — малюнок, на якому члени групи зображуються у вигляді або крапок, або геометричних фігур (квадратиків, ромбиків, трикутників, кружків тощо), які символізують їх посаду, стать, вік, національність тощо. Ці фігури з'єднуються стрілками, які відбивають характер їх відносин. Соціограма утвориться тоді, коли за зазначеним принципом будуть зображені всі зв'язки симпатії, антипатії й індиферентності між усіма членами групи.

## Дивись також
- Якісні методи (соціологія)
- Соціологічне дослідження
- Соціологія